# Gwinea Równikowa na Mistrzostwach Świata w Lekkoatletyce 2011
Gwinea Równikowa na Mistrzostwach Świata w Lekkoatletyce 2011 miała być reprezentowana przez 2 zawodników – 1 kobietę i 1 mężczyznę. Zawodnicy ci – Antimo Oyono i Beatriz Mangue – nie wystartowali jednak w zawodach.